# Rùa Caspi
Rùa Caspi, còn gọi là rùa cổ sọc, tên khoa học Mauremys caspica, là một loài rùa trong họ Geoemydidae. Loài này được Gmelin mô tả khoa học đầu tiên năm 1774.

## Hình ảnh

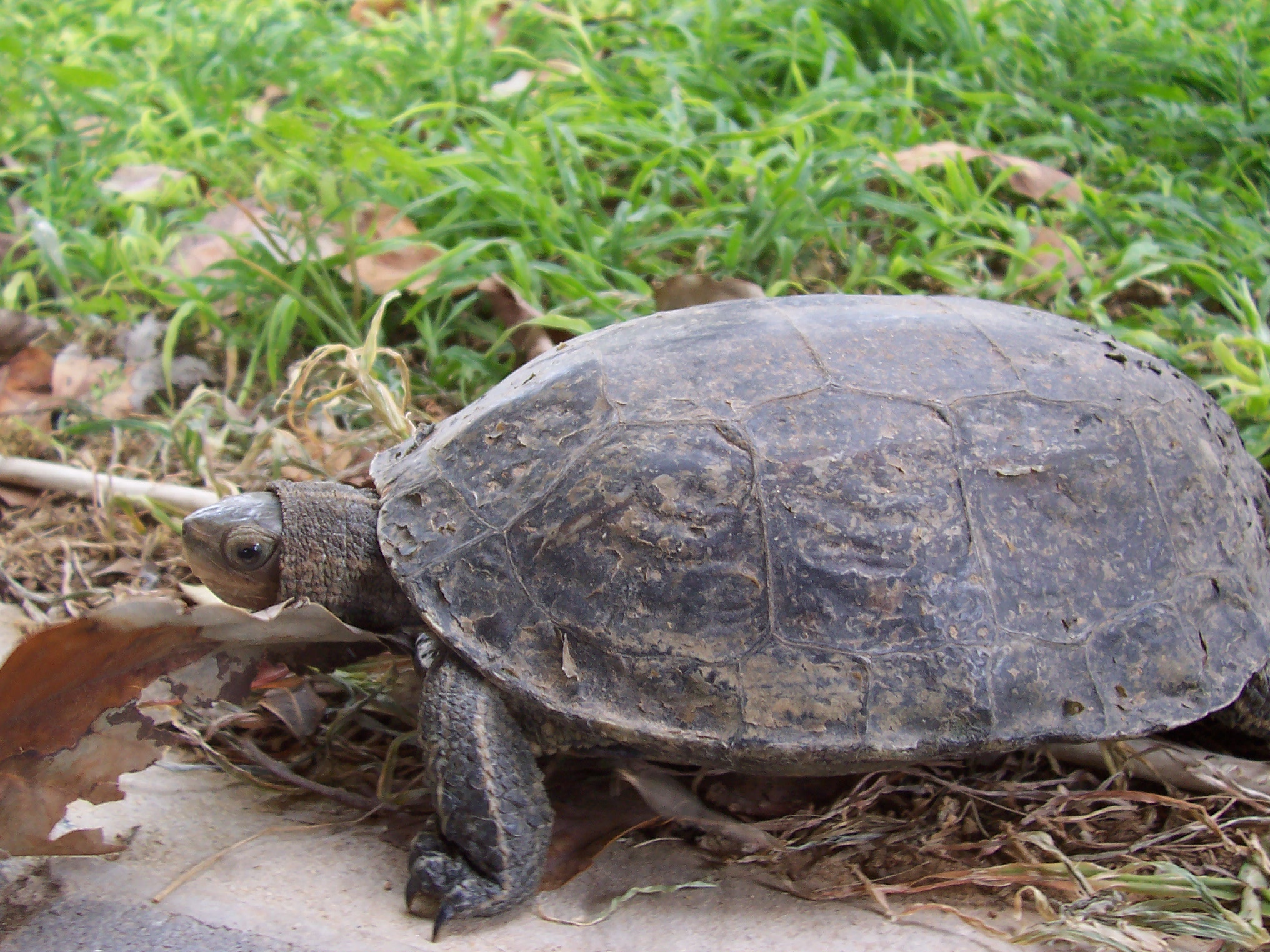
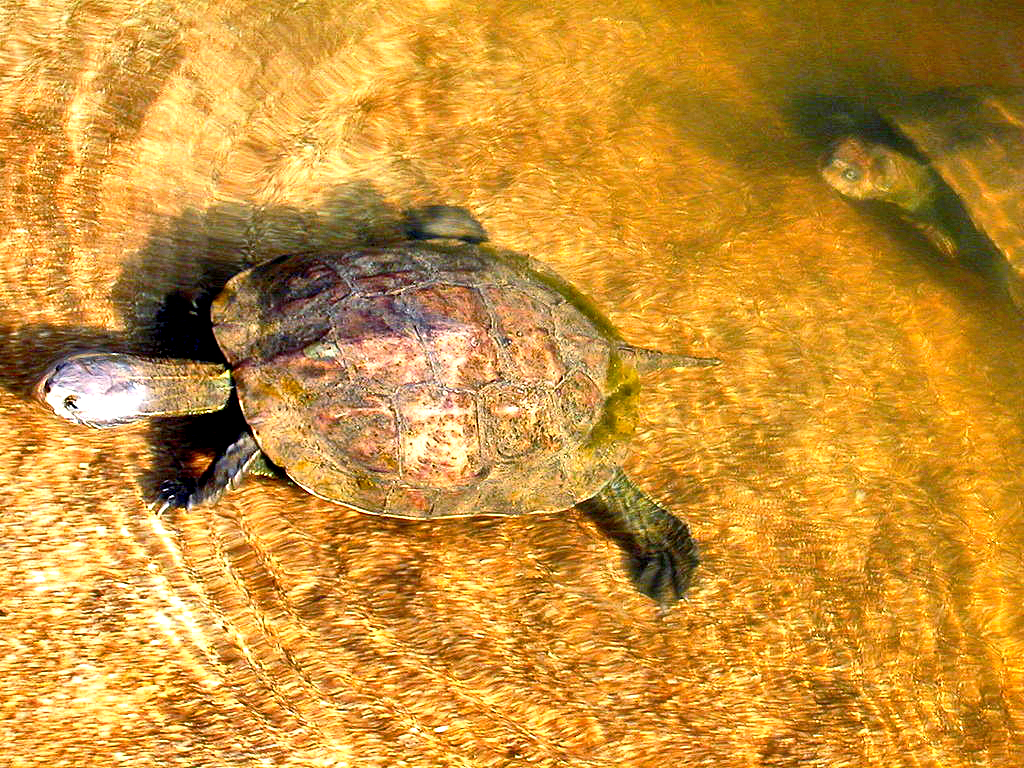
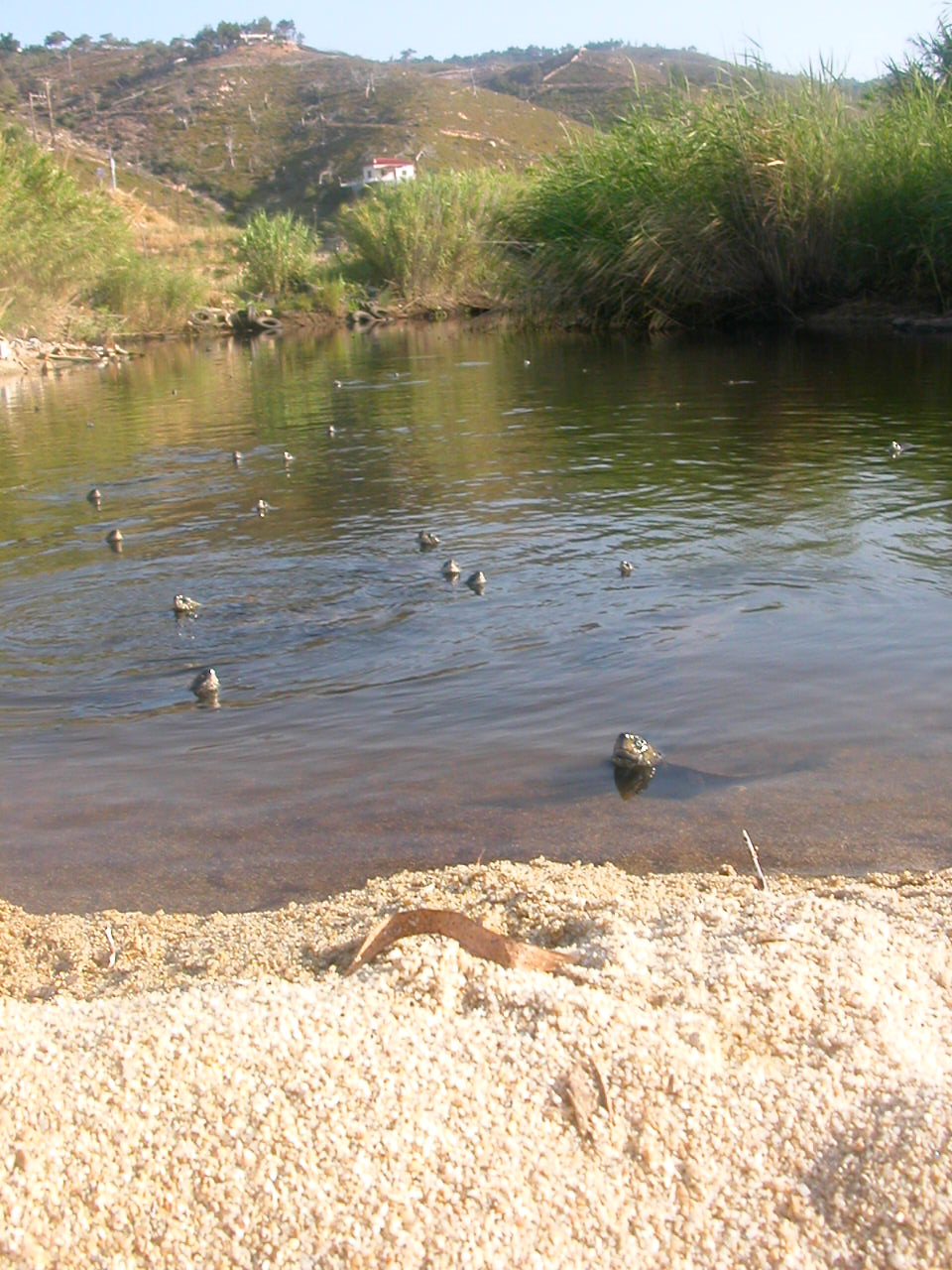
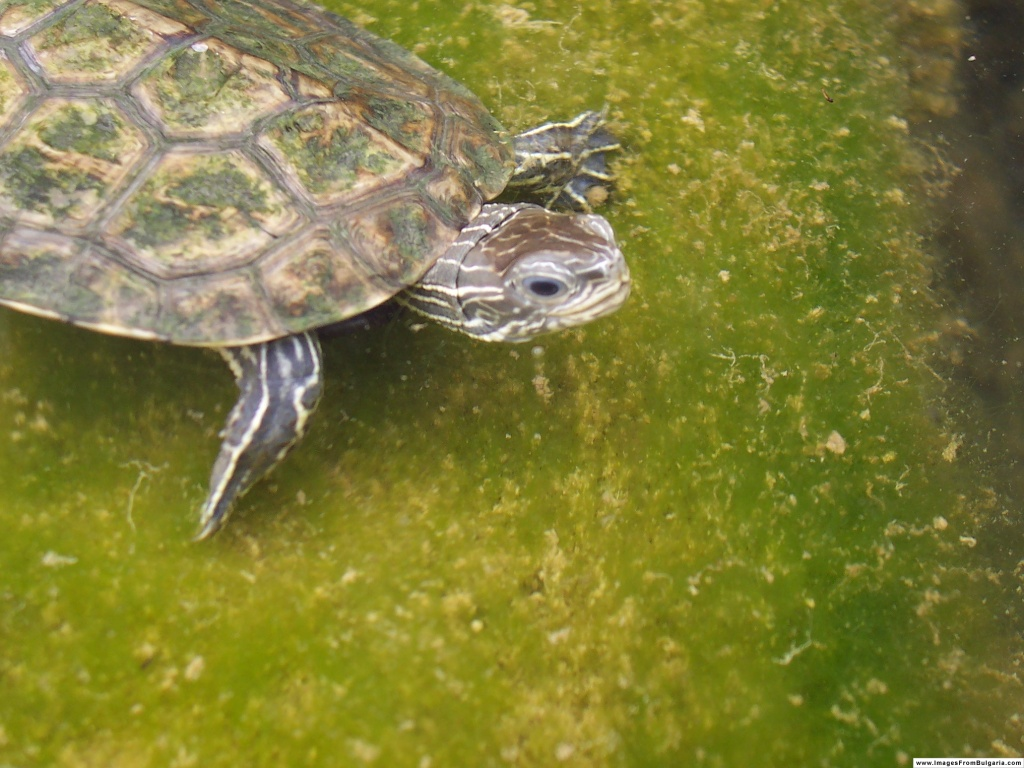
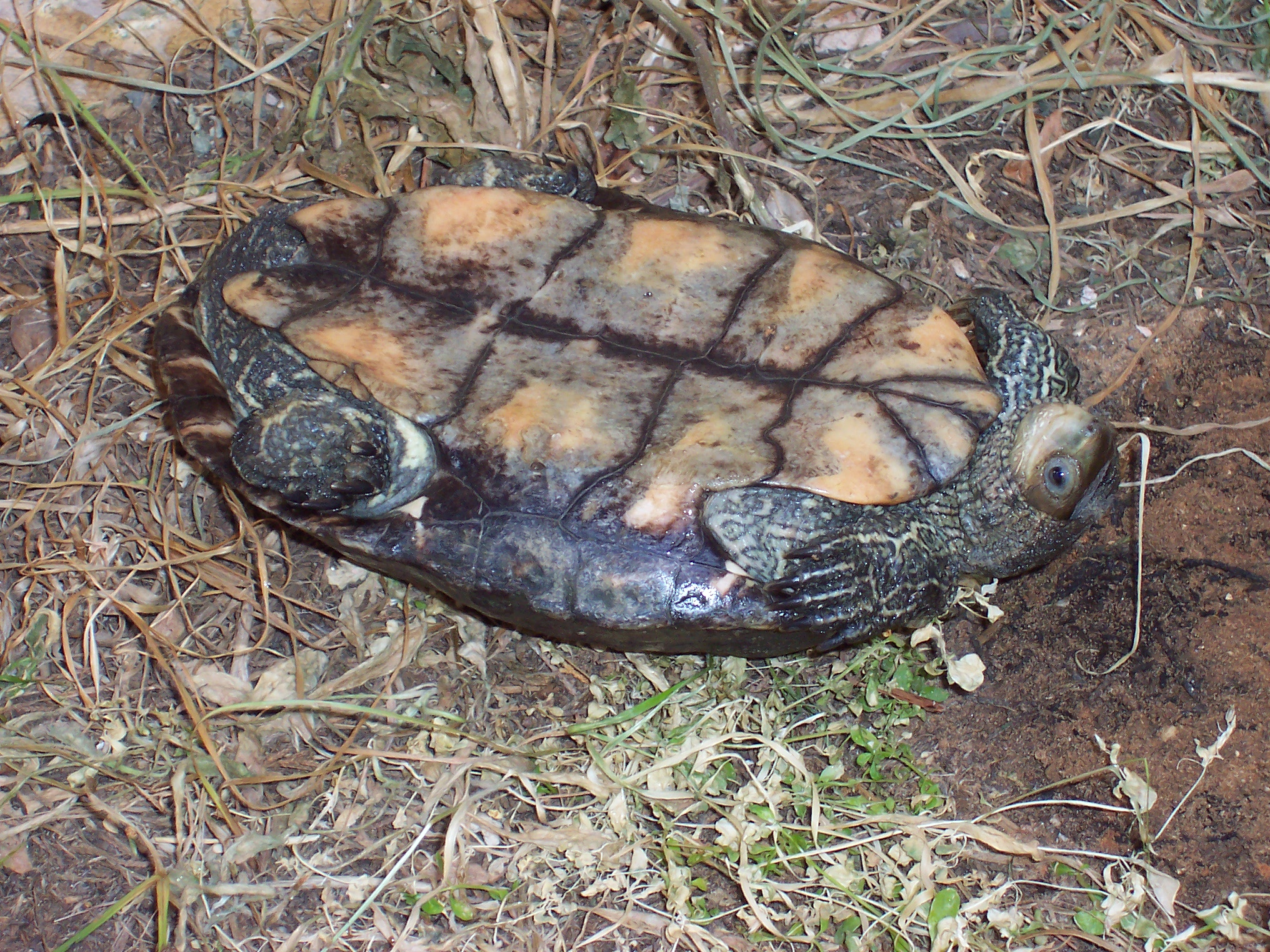
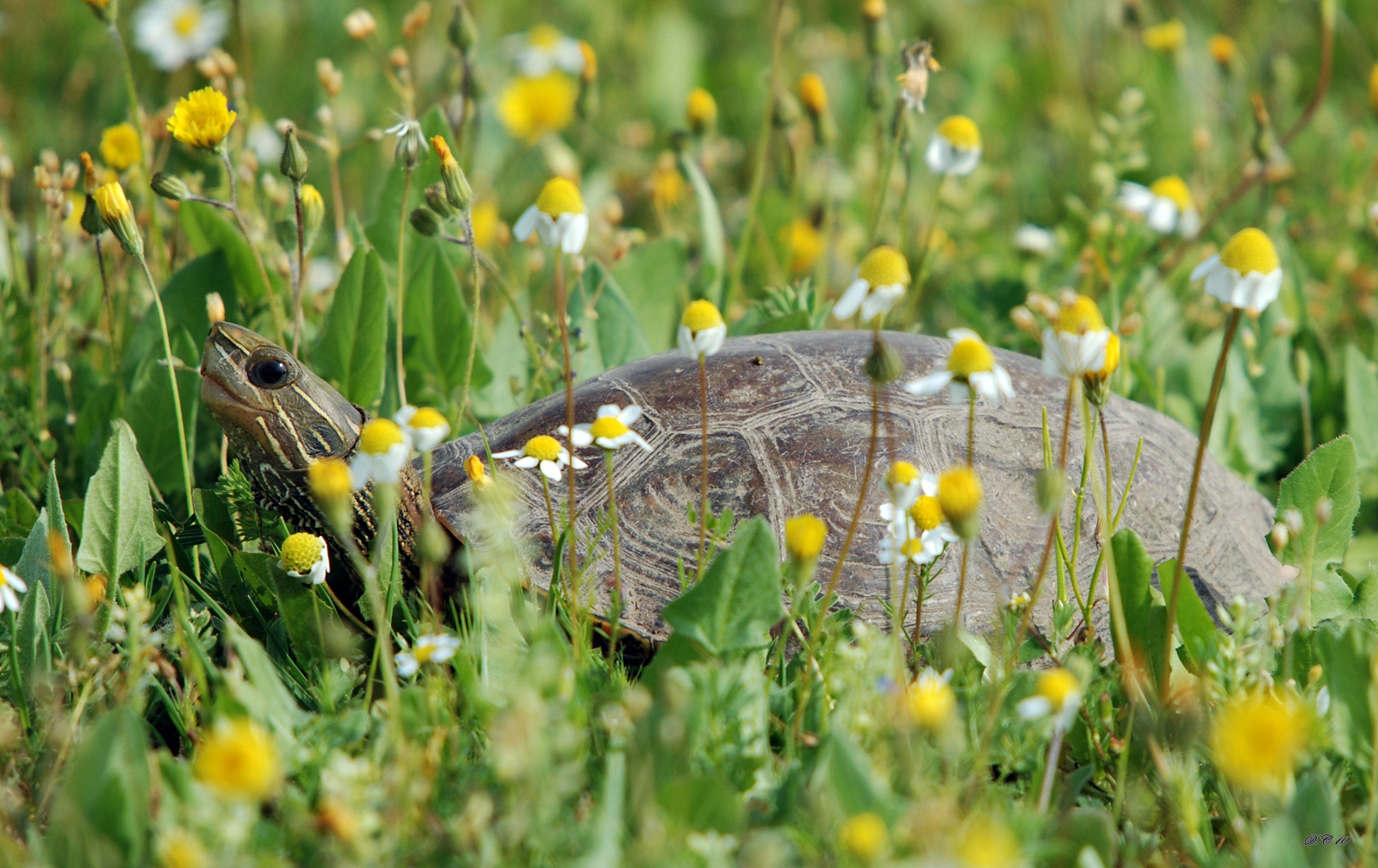